# Somodor
Somodor es un pueblo ubicado en el distrito de Kaposvár, en el condado de Somogy, Hungría.

## Superficie
Posee una superficie de 19,91 kilómetros cuadrados.

## Demografía
Hasta 2019 la población era de 358 habitantes, con una densidad de población de 17,98 habitantes por kilómetro cuadrado.